# Not Fade Away (roman)
Pour les articles homonymes, voir Not Fade Away.
Not Fade Away est le deuxième roman écrit par Jim Dodge et publié en 1987. Le titre provient de la chanson Not Fade Away de Buddy Holly.

## Résumé
Le roman se situe dans l'Amérique des années 60 et raconte les aventures de Georges Gastin. Georges est un as du volant qui sillonne la région de San Francisco au volant de sa dépanneuse et rend gratuitement service aux conducteurs en difficulté. Pour gagner un peu d'argent, il participe à une arnaque à l'assurance en faisant disparaître des voitures pour le compte de propriétaires désireux d'en toucher l'assurance. Lors d'une de ses missions, il tombe sur une superbe Cadillac d'un blanc immaculé. En fouillant celle-ci, il découvre une lettre datée du 1er février 1959 laissée par une fan énamourée expliquant que cette voiture est destinée au chanteur de rock 'n' roll The Big Bopper. Or il est décédé le 3 février 1959 dans un accident d'avion avec à son bord les chanteurs Buddy Holly et Ritchie Valens. Ce jour est célèbre aux États-Unis comme The Day the Music Died (Le jour où la musique est morte). Cette voiture n'a donc jamais été envoyée à The Big Bopper et la fan est désormais morte. C'est son héritier qui a fait appel à Georges Gastin pour se débarrasser de la voiture. Ce dernier décide, après avoir lu plusieurs fois la lettre laissée dans la voiture par la fan, de conduire cette voiture jusqu'à la tombe de The Big Bopper qui se trouve au Texas.
Le roman suit alors Georges et ses nombreuses rencontres dans son Road Trip depuis San Francisco jusqu'au Texas.